# Brian Bilbray

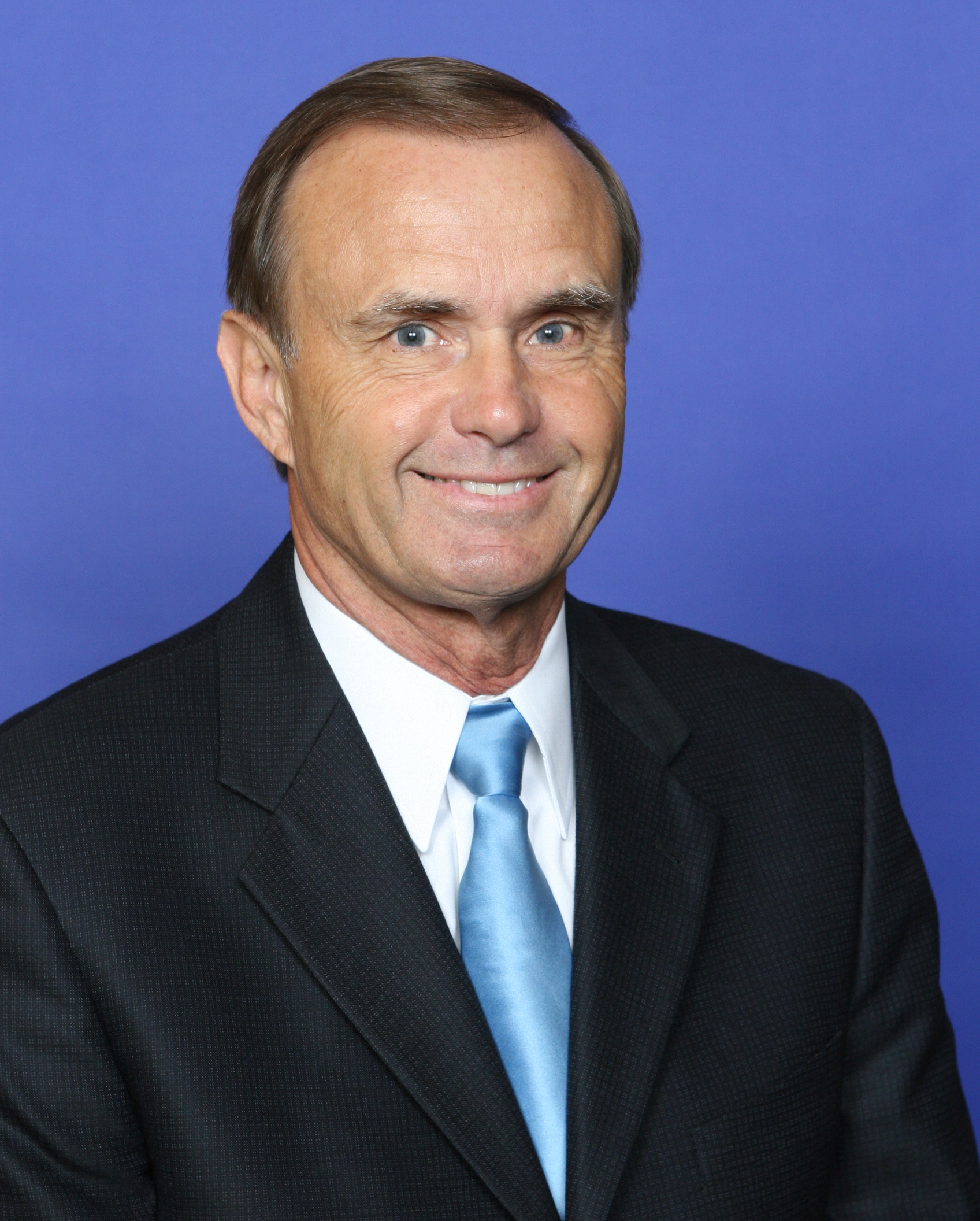
Brian Bilbray

Brian Patrick Bilbray (* 28. Januar 1951 in Coronado, Kalifornien) ist ein US-amerikanischer Politiker. Zwischen 1995 und 2013 vertrat er zweimal den Bundesstaat Kalifornien im US-Repräsentantenhaus.

## Werdegang
Brian Bilbray ist ein Cousin des ehemaligen Kongressabgeordneten James Bilbray aus Nevada. Er absolvierte die Mar Vista High School sowie das Southwestern College in seiner kalifornischen Heimat und arbeitete danach als Steuerberater. Gleichzeitig begann er als Mitglied der Republikanischen Partei eine politische Laufbahn. In den Jahren 1976 bis 1978 war er Gemeinderat in Imperial Beach; von 1978 bis 1985 amtierte er dort als Bürgermeister. Von 1985 bis 1994 gehörte er dem Kreisrat im San Diego County an.
Bei den Kongresswahlen des Jahres 1994 wurde Bilbray im 49. Wahlbezirk von Kalifornien in das US-Repräsentantenhaus in Washington, D.C. gewählt, wo er am 3. Januar 1995 die Nachfolge von Lynn Schenk antrat, die er bei der Wahl geschlagen hatte. Nach zwei Wiederwahlen konnte er bis zum 3. Januar 2001 zunächst drei Legislaturperioden im Kongress absolvieren. Im Jahr 2000 unterlag er Susan Davis von der Demokratischen Partei.
Nach dem vorläufigen Ende seiner Zeit im US-Repräsentantenhaus arbeitete Bilbray als Lobbyist. Nach dem Rücktritt des Abgeordneten Randy Cunningham wurde er bei der fälligen Nachwahl für den 50. Sitz von Kalifornien als dessen Nachfolger in den Kongress gewählt, wo er am 6. Juni 2006 sein Mandat antrat. Nach drei Wiederwahlen konnte er bis zum 3. Januar 2013 im US-Repräsentantenhaus verbleiben. Er galt als konservativ und stimmte seit seinem zweiten Amtsantritt im Jahr 2006 in 93 % der Abstimmungen für Vorlagen der damaligen Bundesregierung unter Präsident George W. Bush. Bilbray war zuletzt Mitglied im Ausschuss für Energie und Handel sowie in drei Unterausschüssen. Zuvor saß er im Streitkräfteausschuss, im Veteranenausschuss und im Committee on Government Reform. Im Jahr 2013 unterlag er gegen Scott Peters.
Brian Bilbray ist verheiratet und Vater von fünf Kindern; privat lebt er in San Diego. Sein Sohn Brian ist Gemeinderat in Imperial Beach.